# Ruines du château de La Chèze
Les ruines du château de La Chèze  sont situées sur la commune de La Chèze en France.

## Localisation
Le château est situé sur la commune de La Chèze  dans le département des Côtes-d'Armor, dans la région Bretagne.

## Description
Le château est en ruine. Les vestiges s’élèvent sur un socle de schiste ardoise. Il subsiste des éléments de courtine, la base de deux tours circulaires et du châtelet d’entrée, deux poternes superposées donnant sur un boyau débouchant dans la cour. Le château était autrefois entouré de fossés, mais ceux-ci ont été remblayés et transformés en promenade. L’élément le plus marquant est le donjon polygonal (XIIIe – XVe siècle) dont il reste 17 mètres d’élévation, soit les deux premiers niveaux. Le premier, voûté, a été rebouché au XVe siècle pour donner au donjon plus de résistance contre l’artillerie. Le troisième étage portant les défenses somitales n’existe plus. Il était desservi par une tourelle d’escalier aujourd’hui disparue.

## Historique
Les vestiges du château, édifié au milieu du XIIe siècle par Eudon II et remanié par Olivier de Clisson entre 1370 et 1400, puis par Jean II de Rohan, sont constitués de quelques éléments toujours visibles, parmi lesquels un donjon polygonal en partie ruiné, des fragments de courtine, la base de quatre tours circulaires, ainsi qu'un passage souterrain creusé dans le massif. Les anciens fossés ont été transformés en promenade.
Le château est inscrit au titre des monuments historiques par arrêté du 26 septembre 2005.

## Protection
Éléments protégés : les ruines du château, à savoir les vestiges de la forteresse et les sols correspondant à son assiette constituant une réserve archéologique.

## Galerie

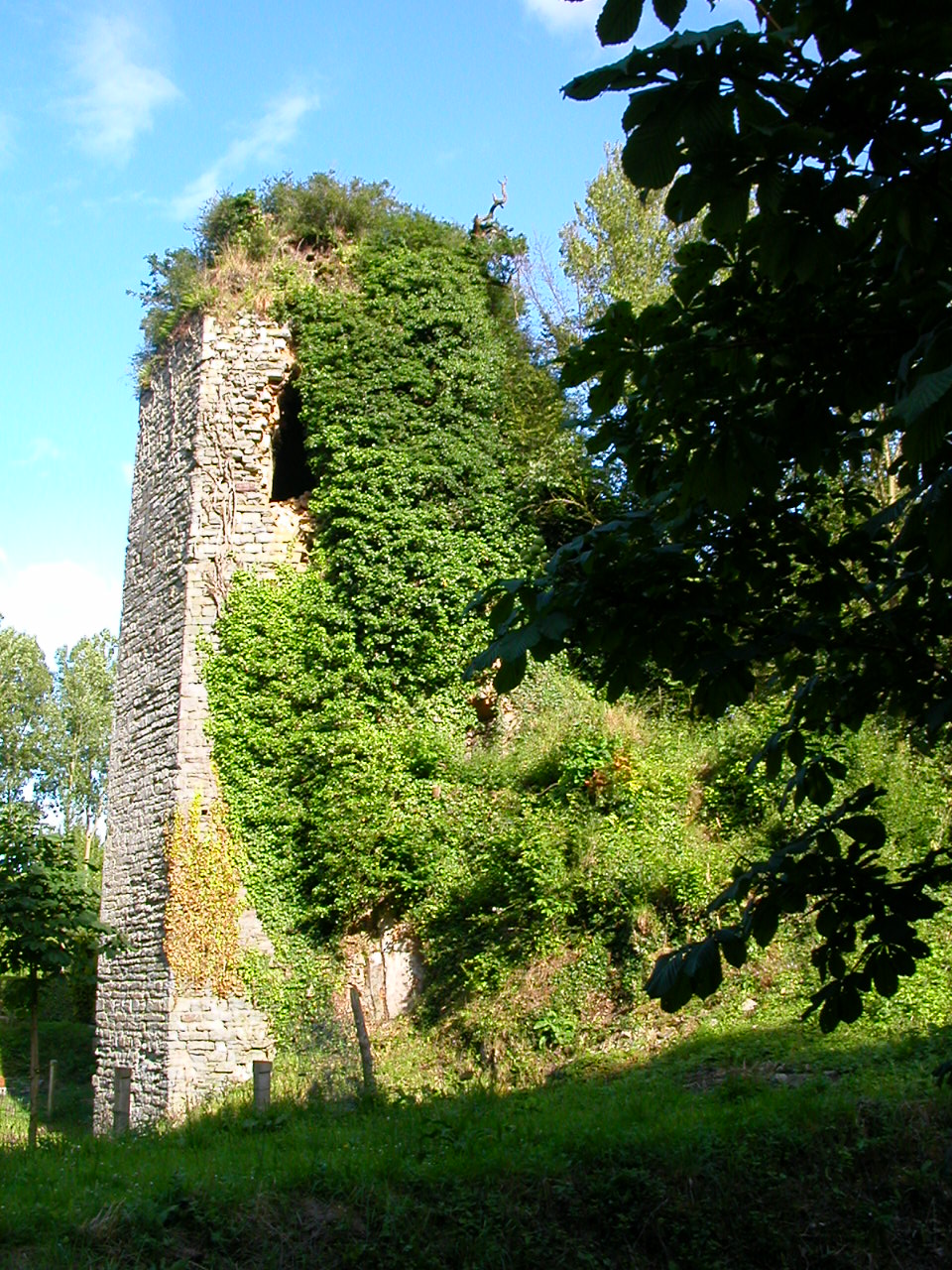
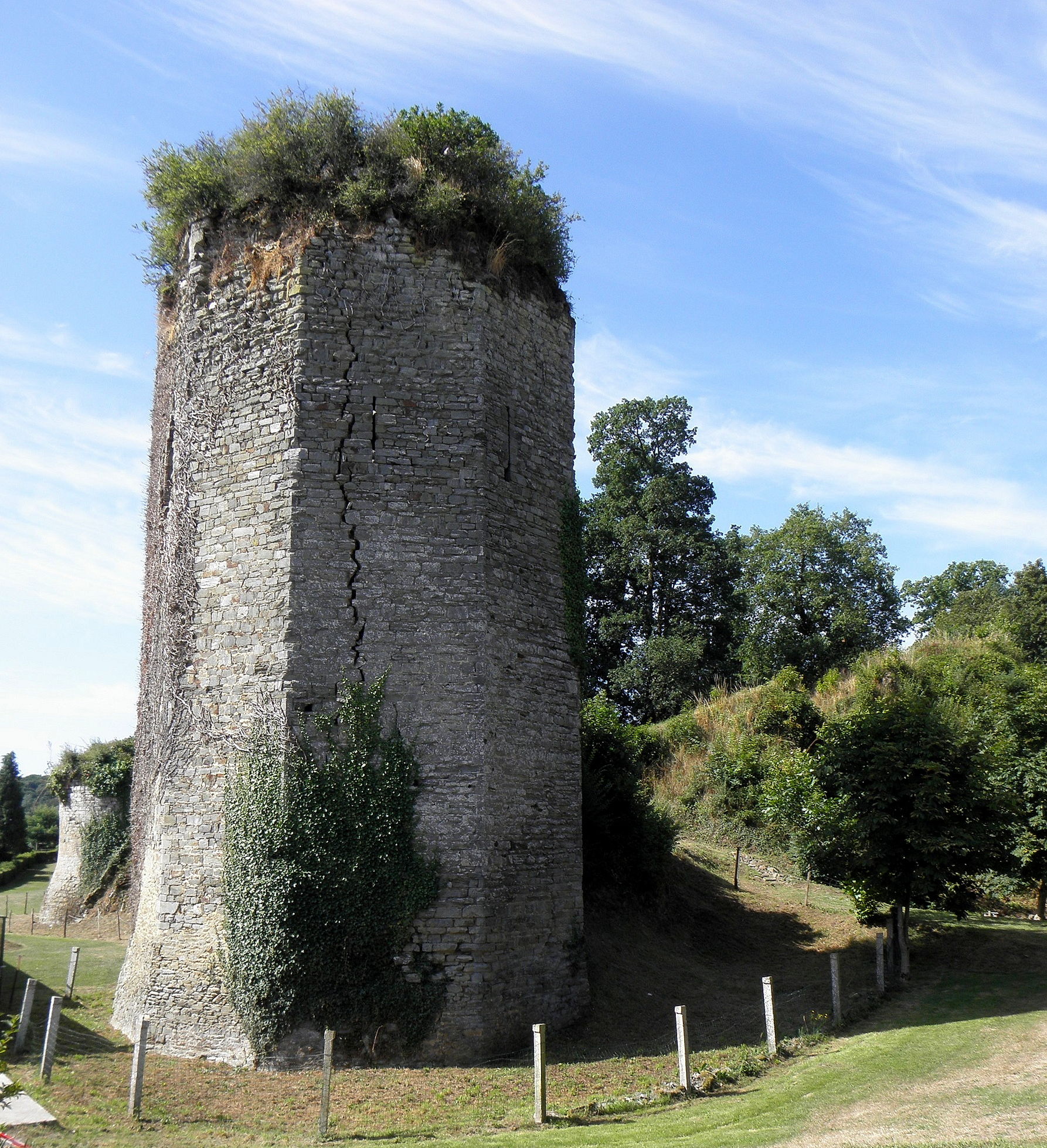
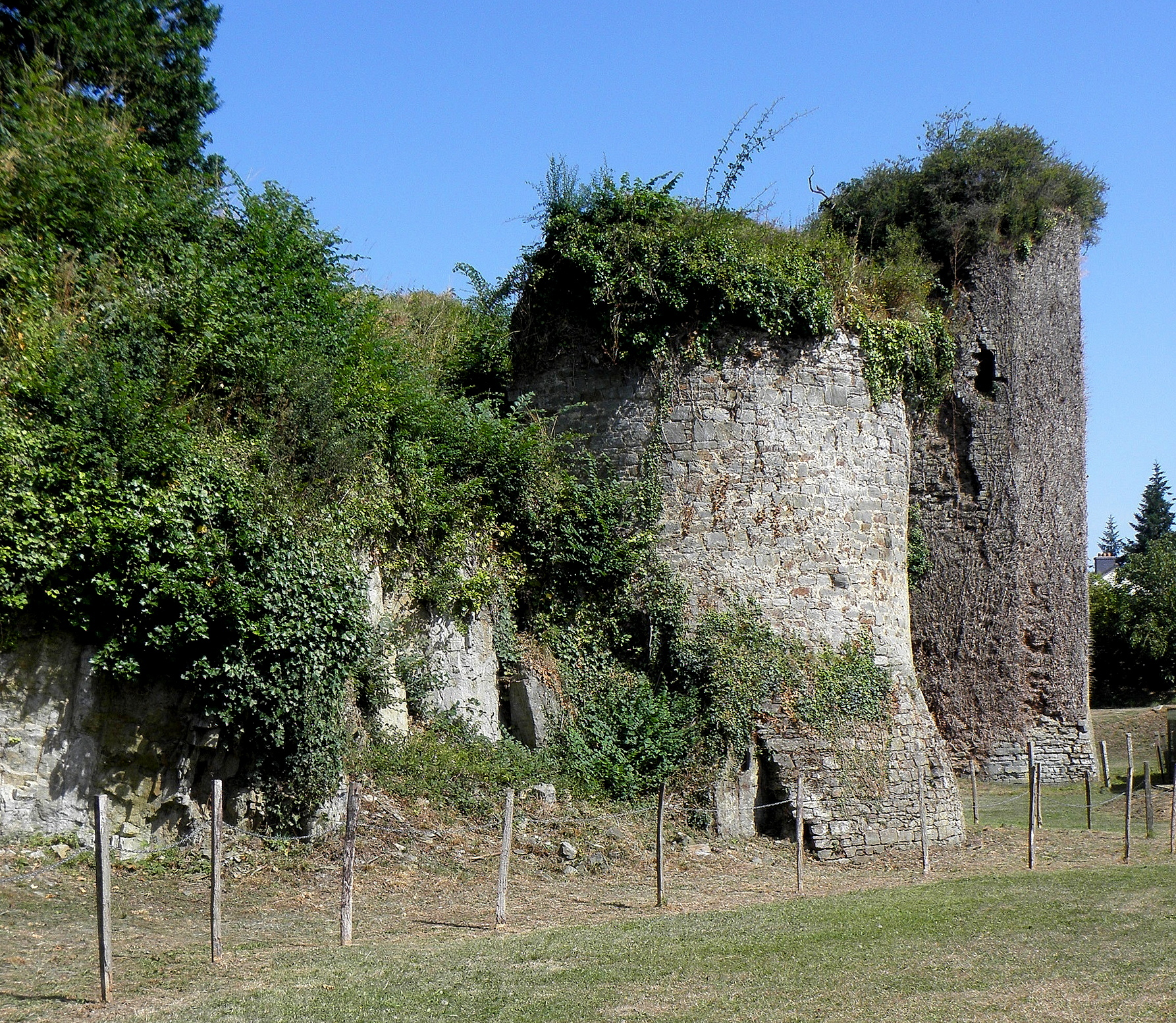
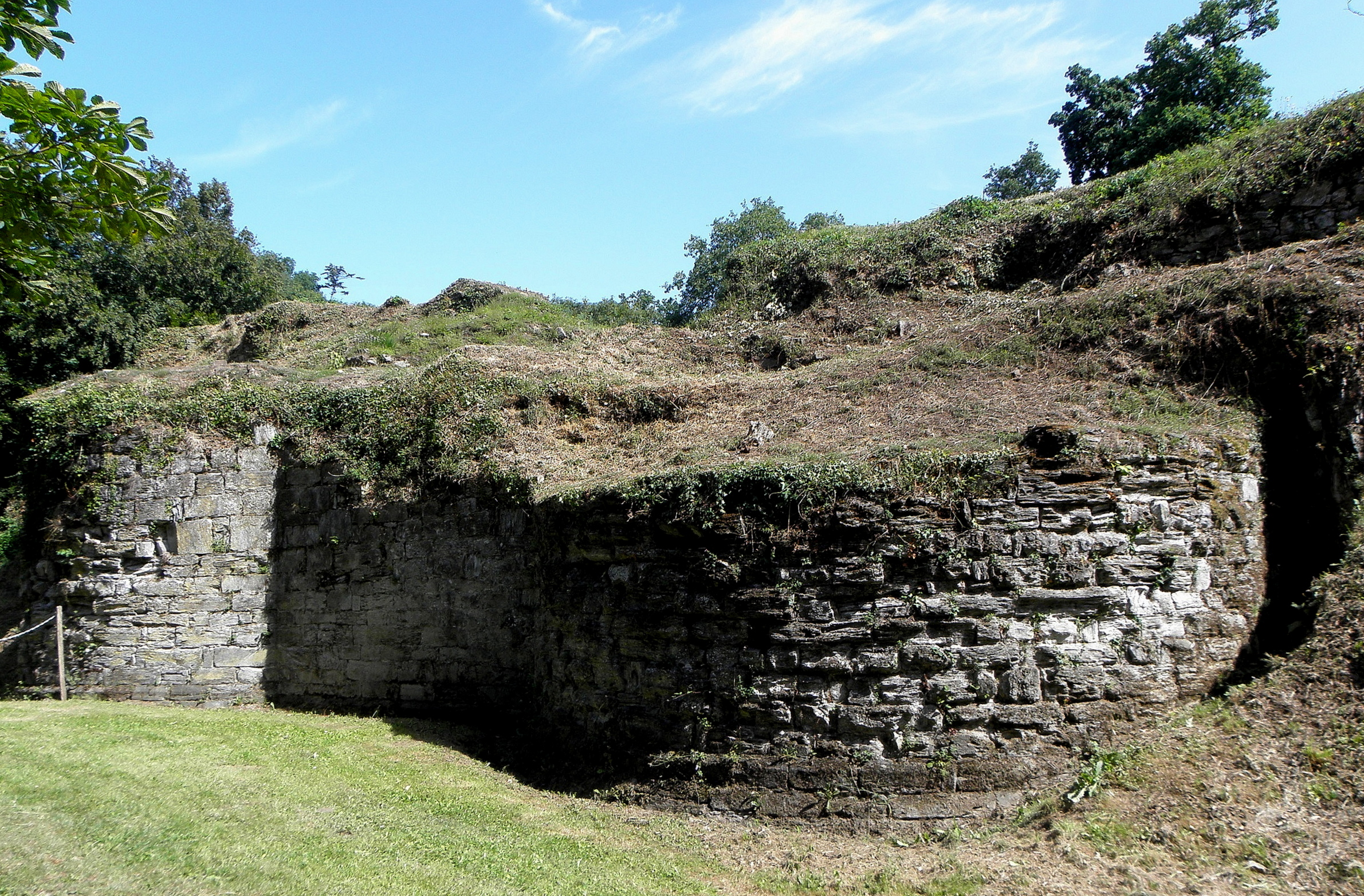
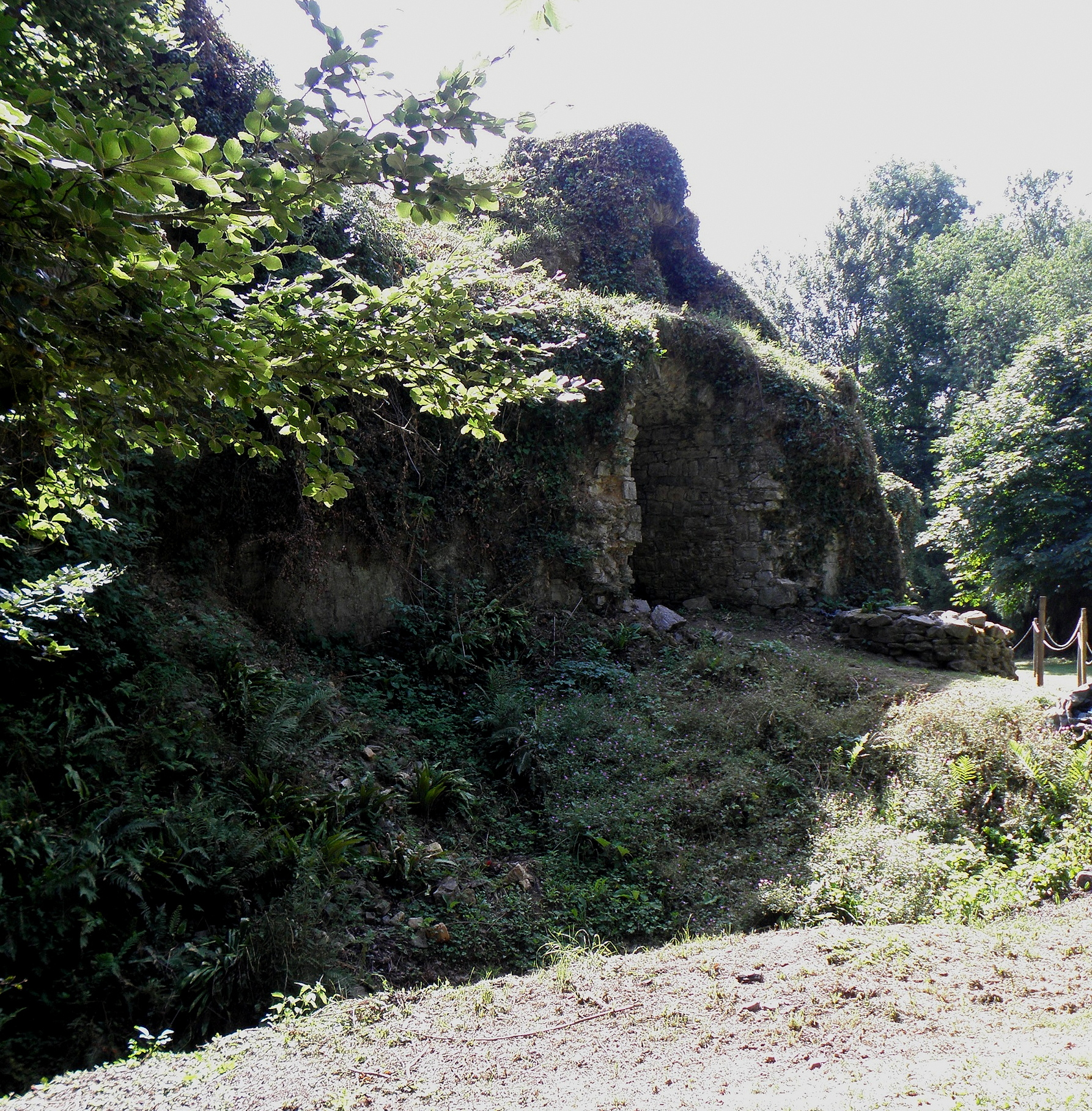
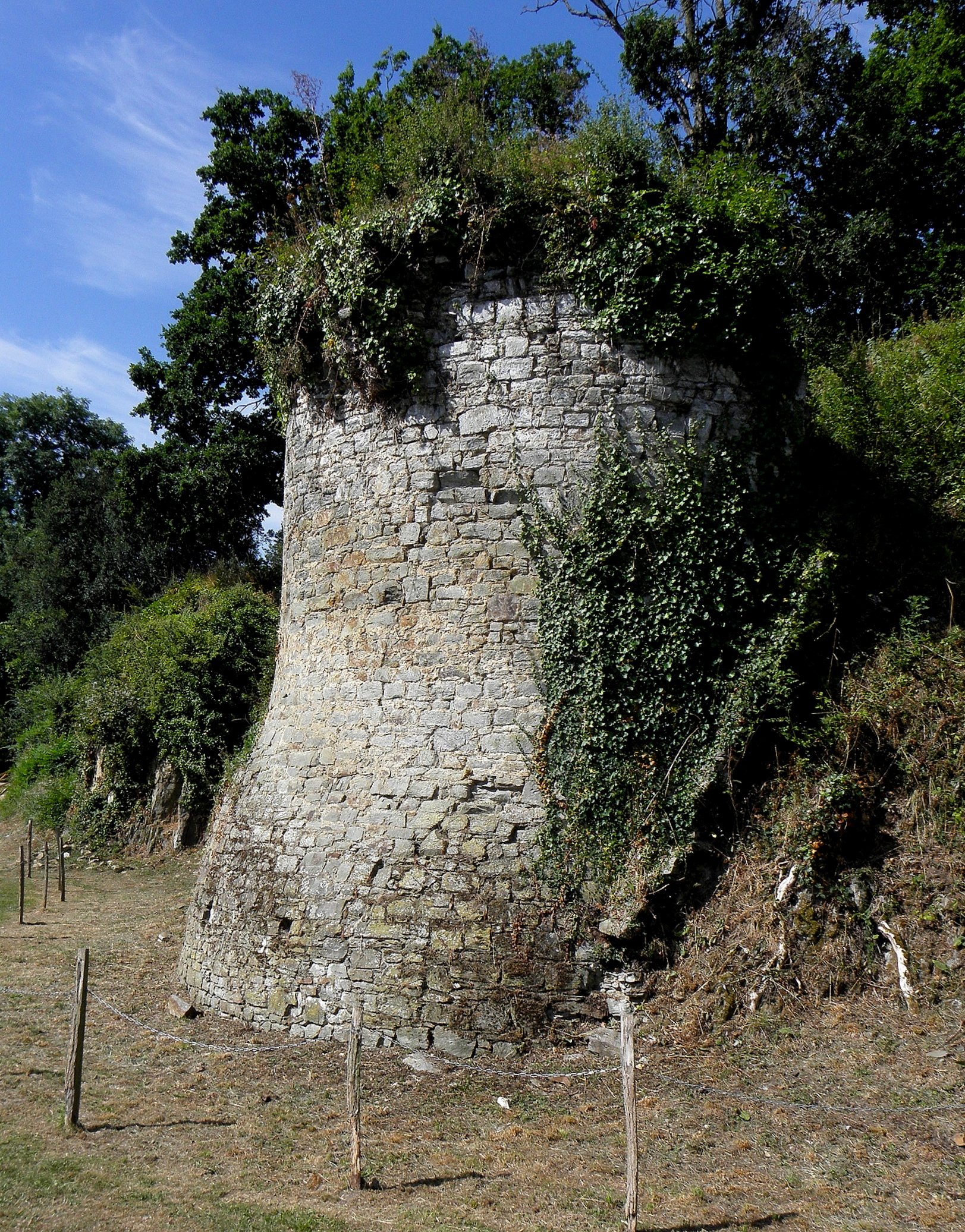
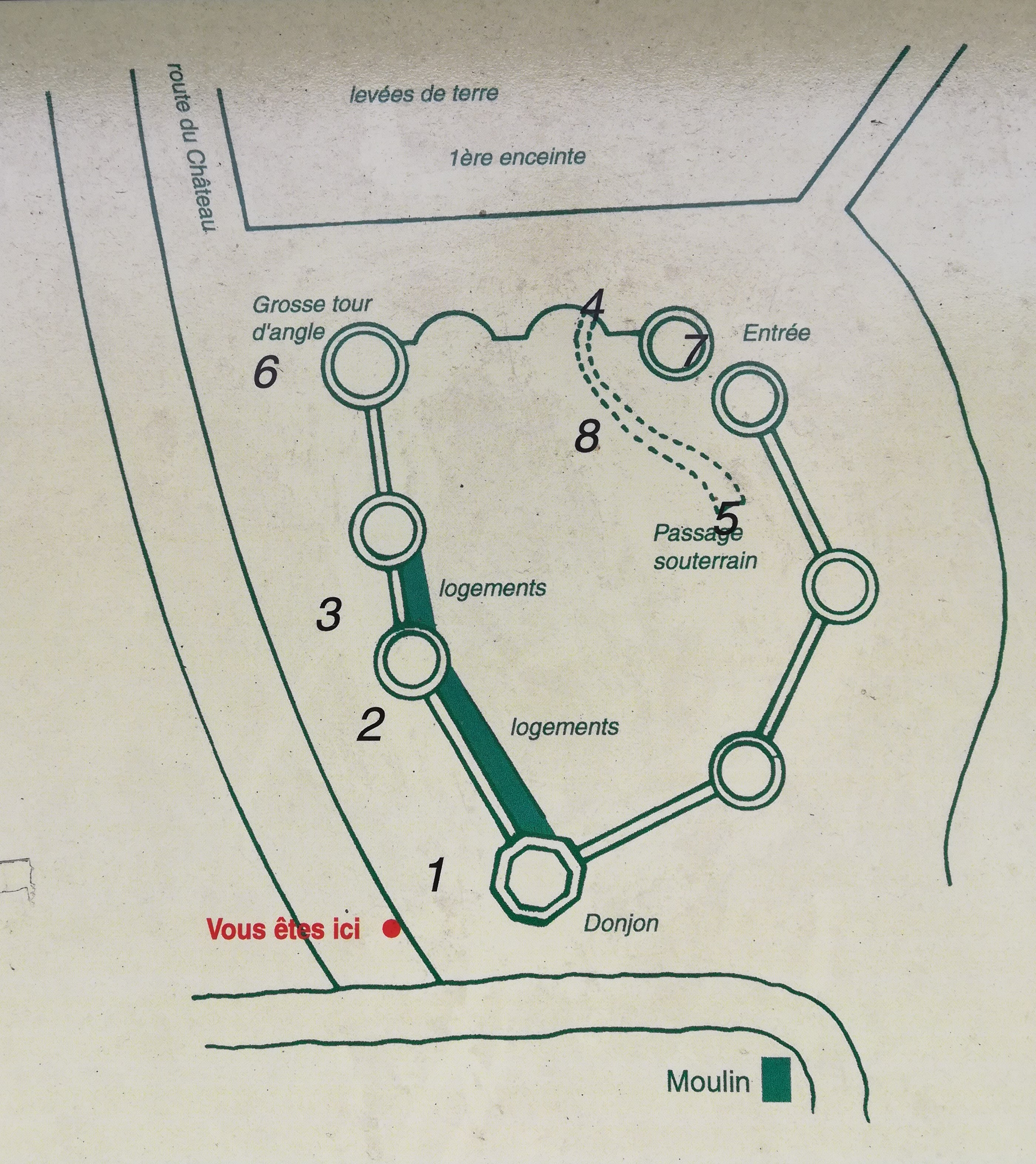
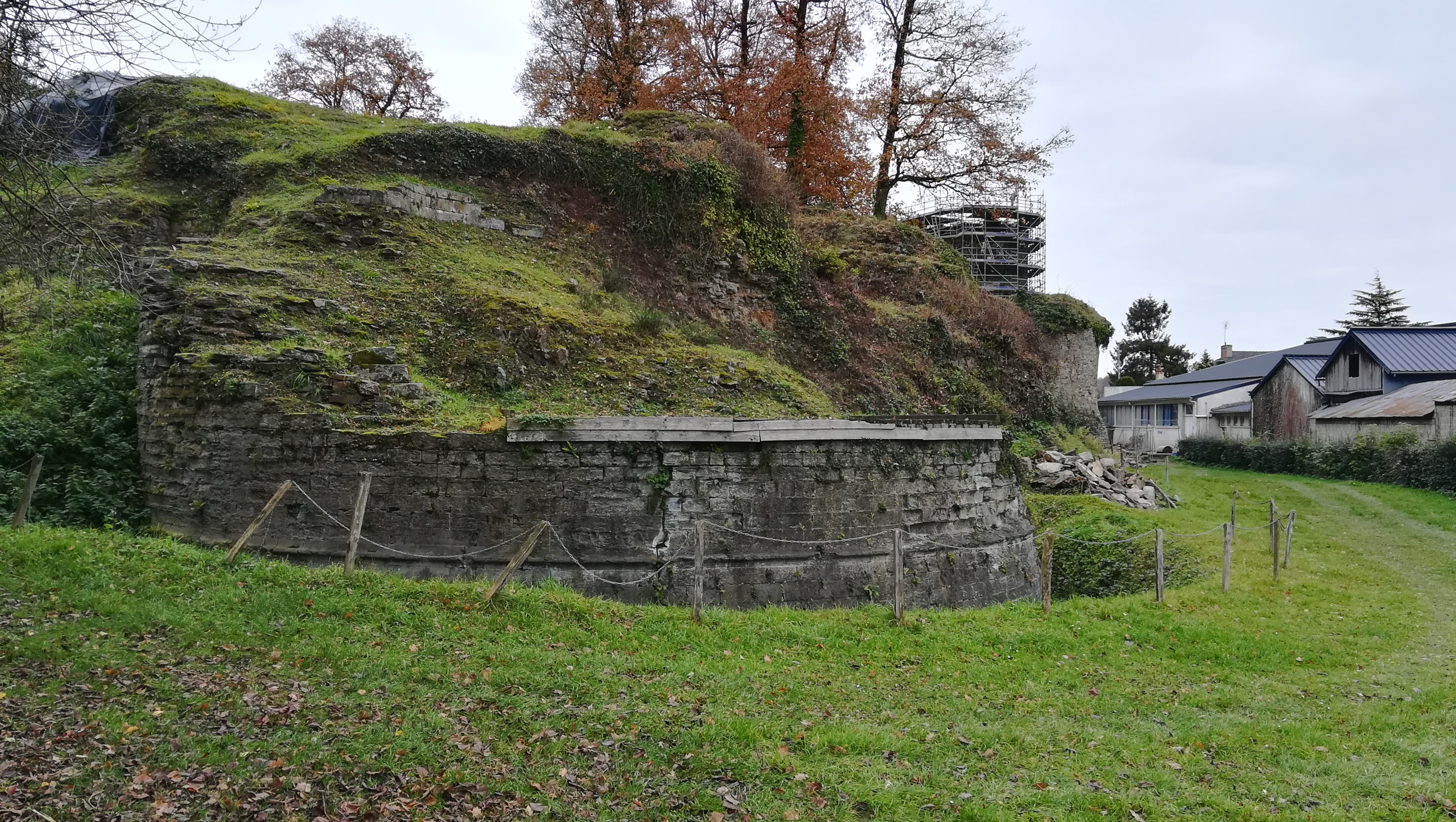
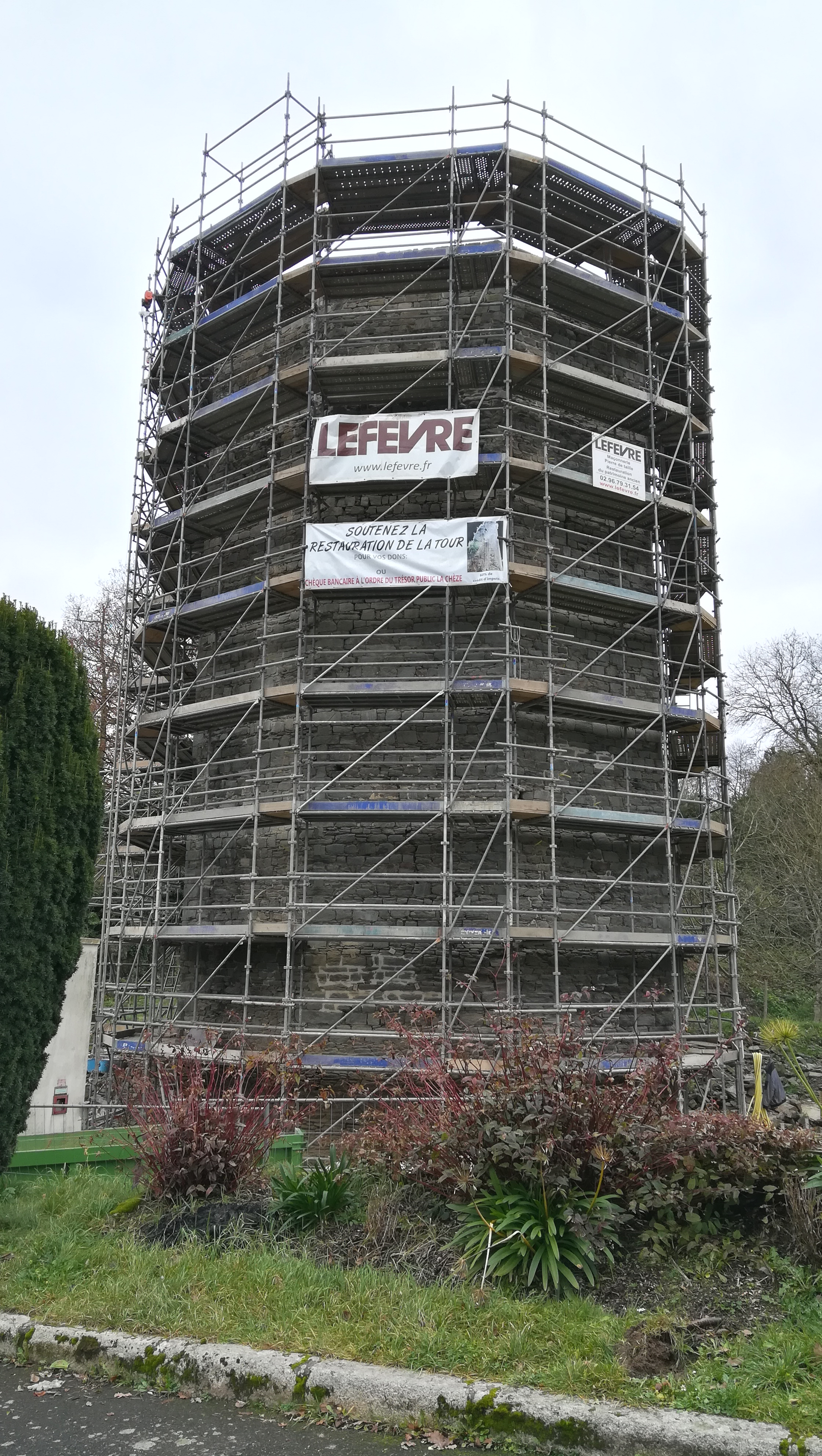